# Тратна-при-Гробелнем
Тратна-при-Гробелнем (словен. Tratna pri Grobelnem) — поселення в общині Шентюр, Савинський регіон, Словенія. 
Висота над рівнем моря: 352 м.